# Si loin, si près d'ici
Pour plus de détails, voir Fiche technique et Distribution.
Si loin, si près d'ici (Jak daleko stąd, jak blisko) est un film polonais réalisé par Tadeusz Konwicki, sorti en 1972.

## Synopsis
Andrzej est un quadragénaire traumatisé par la guerre et par le suicide de son ami Maks.

## Fiche technique
- Titre original : Jak daleko stąd, jak blisko
- Titre français : Si loin, si près d'ici
- Réalisation et scénario : Tadeusz Konwicki
- Direction artistique : Ryszard Potocki
- Costumes : Malgorzata Spychalska-Komar
- Photographie : Mieczysław Jahoda
- Montage : Wieslawa Otocka
- Musique : Zygmunt Konieczny
- Pays d'origine : Pologne
- Format : Couleurs - 35 mm - Mono
- Genre : drame, romance
- Durée : 95 minutes
- Date de sortie :
  - Pologne : 5 mai 1972

## Distribution
- Andrzej Łapicki : Andrzej
- Maja Komorowska : Musia
- Gustaw Holoubek : Maks
- Alicja Jachiewicz : Joasia, la première femme d'Andrzej
- Anna Dymna : la fille inconnue
- Zdzisław Maklakiewicz : Wlodek
- Ewa Krzyżewska : Zosia
- Edmund Fetting : Szymon
- Stanisław Jasiukiewicz : le capitaine de milice